# 莲

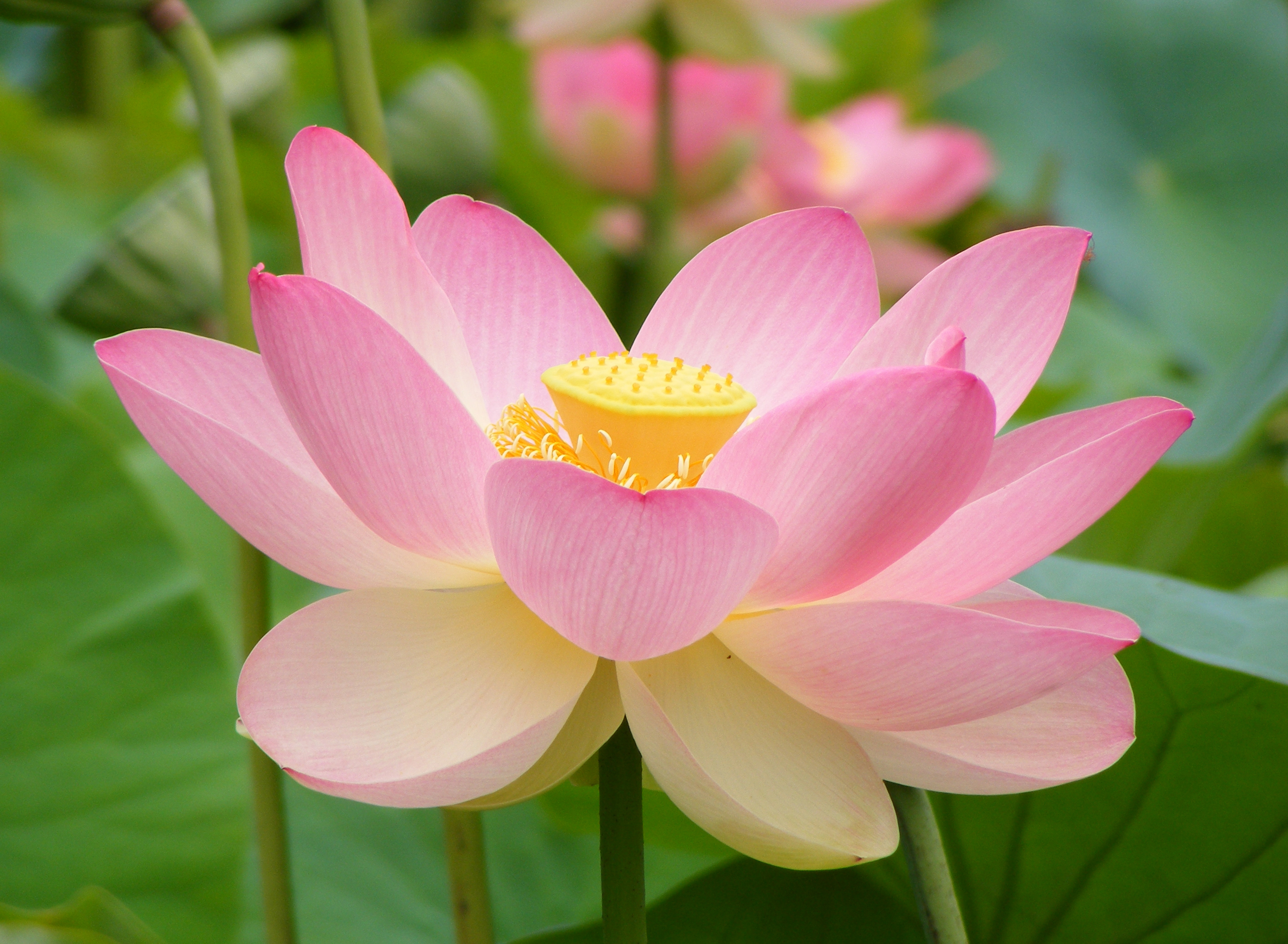
盛开着的粉红色莲花

莲是莲科莲属多年生草本出水植物，又称荷、荷花、蓮花，古称芙蓉、菡萏、芙蕖，英文稱為 lotus。花一般盛开于夏季，蓮花也因而成为夏日之风物。 
睡蓮和蓮二者的外觀雖然相似，但親緣關係甚遠，睡蓮不是蓮（荷花）的一個亞種。中國古代詩詞中，有時用蓮來指稱睡蓮，又有文人將睡蓮叫做荷花，因此增加其混淆。兩者可從其葉子的生長位置和葉子的形狀區分開來。

## 形态与特徵
蓮花原产于中国，在水中生活，通常被种植于池塘之中，多年水生草本，地下走茎称作莲藕，横卧河底或池溏的泥土中，多节且有通气组织，水平伸展約三公尺；叶为荷叶或莲叶，叶与花皆挺水性，高約 150 公分；葉圓形，直徑約 60 公分；花通常比葉略高，直徑可達20公分。
花一般盛开于夏季，花瓣多數。花瓣中心可以看到由花托和雌蕊发育而成的果托，稱為莲蓬，包覆大约 20-30 粒莲子，莲子是其果實去皮后的种子。莲子可食用。
蓮花在伸出水面几厘米的花茎上长着花朵單朵，少數花莖上長著雙朵或更多。蓮花一般长到150厘米花的根茎种植在池塘或河流底部的淤泥上，而荷叶挺出水面。高，横向扩展到3米。蓮叶最大可达直径60厘米。引人人注目的莲花最大直径可达20厘米。蓮花有超过800个栽培品种，花色从雪白,黄色到淡红色及深黃色和深紅色，其外還有分灑錦等等的花色。

### 和睡蓮的區別
睡蓮和莲二者的外观虽然相似，但亲缘关系甚远，两者可从其葉子的生長位置和葉子的形狀区分开来。
睡蓮不是蓮花的一个亚种，很多人因为误读，而把睡蓮叫做荷花，兩者「不是」同一種植物。1981年的克朗奎斯特分類法單獨分出一個蓮科，根據其外觀放入睡蓮目，1998年根據基因親緣關係分類的APG 分類法認為本科應放入山龍眼目。
| 睡蓮 | 莲 |
| 睡莲 | 荷花 |
| 葉子貼在水面， 葉有深裂縫。                                                                                                  | 葉子伸出水面， 葉圓形，無裂縫。 |
| 植物界(Plantae) 被子植物分支(angiosperms) 睡蓮目(Nymphaeales) 睡蓮科(Nymphaeaceae) 睡蓮屬(Nymphaea) 睡蓮(Nymphaea tetragona) | 植物界(Plantae) 被子植物分支(angiosperms) 真双子叶植物分支(eudicots) 山龙眼目(Proteales) 莲科(Nelumbonaceae) 莲属(Nelumbo) 莲(N. nucifera) |

蓮花喜好高熱高濕的環境，在溫帶分布的品種於冬天時的泥土上常綠部位會枯萎，藕莖會膨大。
而熱帶的品種多為常綠部位不枯萎，藕莖膨大不明顯。

## 種植
荷花依賴走莖繁殖，如果走莖生長受到阻礙，開花性將受到影響，植株也會長的相對嬌小。
種植荷花的盆器依種類有別，迷你品種15厘米寬、10厘米深的盆即可種植，小型品種則是25厘米寬、15厘米深的盆，中型品種需40厘米寬、30厘米深的盆，大型品種需要田植，需60厘米以上宽的盆，90厘米以上的深度方可達到最佳生長，但有些品種可隨著盆子改變大小，有些品種在過小的盆子會導致花瓣數減少，葉子縮小且無波浪的邊緣，或者是不開花，結實量減少。
種植時間是以春季最佳，夏季雖可移植，但須注意失水，移植時最好以袋子套住葉子，並種植在散光處，等葉子數量增加後，再移到全日照處，此外必須注意水溫，夏季移植的常常使水溫高於30℃，據說這會導致開花量減少，等到葉子數量足以遮簷水面時，氣候已轉涼，日照減少。
莲花可以用种子或根茎繁殖。其种子莲子可以存活上千年。有科学家培育了一些有千年历史的莲子，繁殖出来的蓮花依然生机盎然。在中国的大连市普兰店区曾出土过千年前的古莲子。在中国郑州大河村仰韶文化遗址中发现的两枚古莲子，有超过3000年历史，但是过于珍贵，未进行栽培试验。
野生莲在中国被《国家重点保护野生植物名录》（第一批）列为保护植物，品种莲則被列入《中华人民共和国农业植物新品种保护名录(第八批)》

## 用途

### 食用

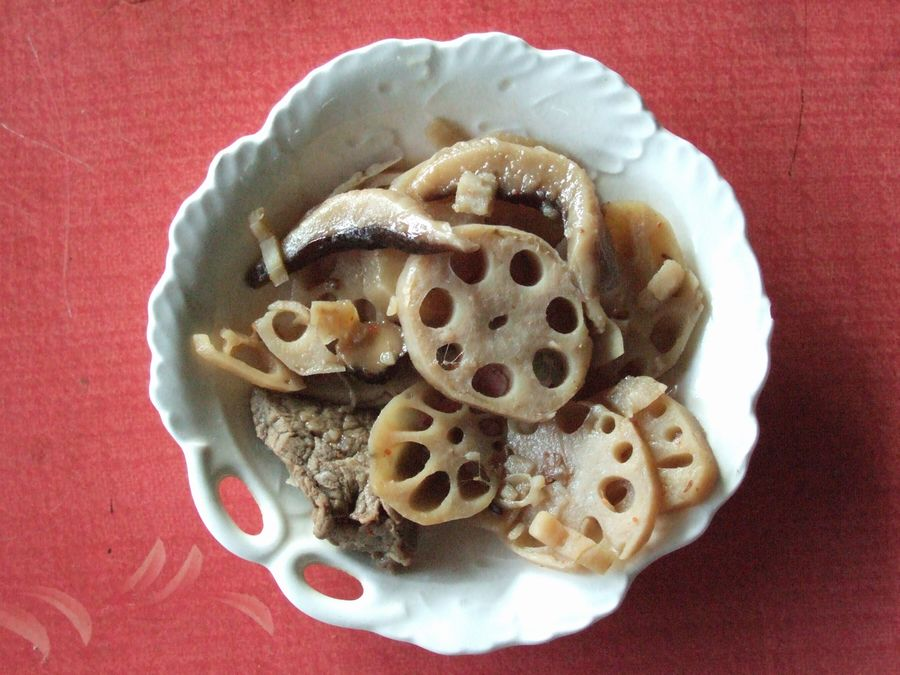
炖藕汤

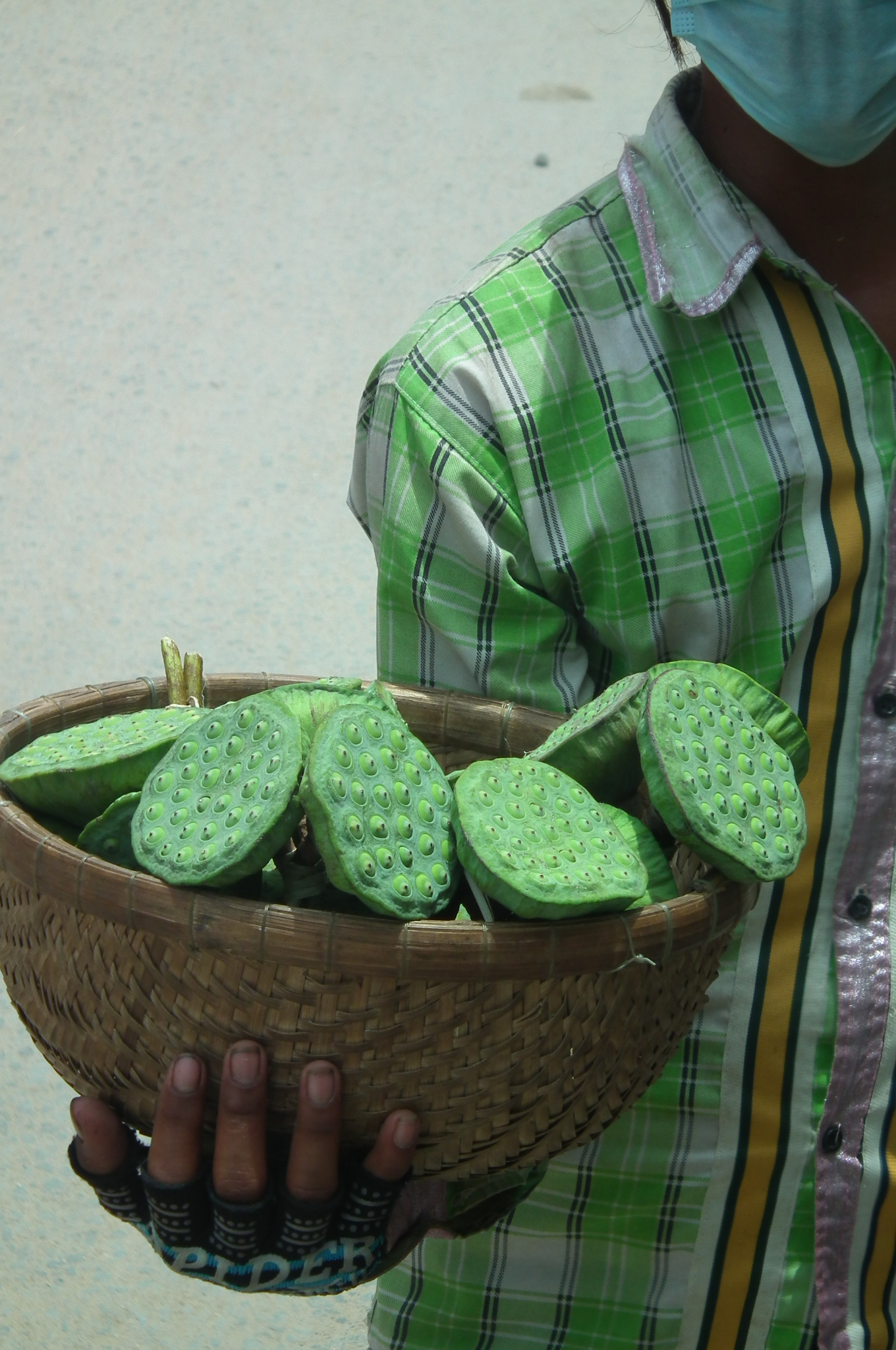
卖莲子的少年，摄于柬埔寨

莲的花(莲花)、种子、嫩叶和根茎都可以食用；花瓣、荷叶和藕可以生吃。莲的不同部分也用在传统东亚的草药中。莲子、莲子芯（胚芽）、莲叶、莲房、雄蕊和蓮梗都可以入药。
在亚洲，莲的花被用于插花点缀，或将花瓣与水同煮或泡水作为凉茶饮用。在济南，莲花的花瓣被当地人油炸后食用。老舍的作品中即描述过此种风俗。
莲花的雄蕊可以被晒干制作成草本茶。
莲花的种子莲子有非常广泛的用途，可以生吃，又常常用于烹饪。中医认为莲子汤、莲子糖水具有清热的效用。莲子煮软或压至极烂后可以作成莲蓉，被作为月饼、年糕和大福饼等的馅料，并有蓮蓉包、蓮蓉糕等美食。莲子的芯，也就是其胚芽，是绿色的，味苦，食用莲子前要将其取出；同时，莲子芯也可以泡水饮用。
蓮的根莖蓮藕是爆炒或煲湯的食材，也是蓮的部位中最常為人吃的部份。
莲的叶子可以煮水喝，大的莲叶还可用于包装食物。蓮葉中含有黃酮類物質，能夠促進胰島細胞功能的恢復，間接達到調節血糖的作用。

### 藥用
花瓣:性溫味苦，入心、肝二經，有活血止血、去濕消風、清心涼血、解熱解毒的功效，常用於暑熱煩溫、咳血咯血等。
蓮子:其成熟的種子稱為蓮子或蓮肉，性平味甘、澀，富含蛋白質，脂肪及碳水化合物、維生索B.、棉子糖、荷蓮鹼礦物質等有效成分，營養價值頗高，是理想的補品。有補脾益胃、益腎固精、健脾止瀉、養心澀腸的功效。
蓮心:其胚芽稱為蓮心，性寒味苦。中醫認為它有清熱、固精、安神、強心、止血、澀精之效，可治高燒引起的煩躁不安、神智不清和夢遺滑精等症。蓮心中含生物鹼，用於治療高血壓效果很好，每次約用25克，又可泡開水又可煎飲，每日分幾次服用，約7—10日見效。
蓮蓬:性溫，味苦、澀，具有消炎、止血、調經去濕的功效。若流鼻血不止時，取干蓮蓬1個，置瓦上隔火燒成炭，研末，以溫開水沖服，一般1次見效。
蓮須:氣微香，性平味澀，歸腎經、心經。有清心、益腎、澀精、止血、解暑除煩，生津止渴之功效。可治療用於遺精滑精，帶下，尿頻，中暑，心煩氣躁，吐血，崩漏等症狀。
荷梗:又名藕杆、蓮蓬杆、荷葉梗。氣微，帶有淡淡的苦味，性平，入脾、膀胱經。功能有：解暑清熱，理氣化濕，通氣寬胸，和胃安胎。主治：暑濕胸悶不舒、泄瀉、痢疾、淋病、帶下、妊娠嘔吐、胎動不安。
藕:其根莖為藕，入心、脾、胃經。生藕甘，寒，無毒；熟藕甘，溫，亦無毒。生藕能消瘀清熱，除煩解渴，止血（鼻血、尿血、便血、子宮出血等）、化痰、治肺炎、肺結核、脾虛下瀉等諸症。熟藕對脾胃有益，具有養胃滋陰，益血，止瀉固精的功效。年齡大的人常吃藕，可調中開胃，益血補髓，安神健腦，具有延年益壽之功效。
荷葉:是「藥食兩用」的食物，味苦辛微澀、性涼，歸心、肝、脾經，有解暑清熱利濕、健脾昇陽、散瘀止血、降血脂、抗病毒的功效。對急性心肌缺血有保護作用；對治療冠心病、高血壓等有顯著效果；對降低舒張壓，防治心律失常、心血管病等也起重要作用。

## 文化意义

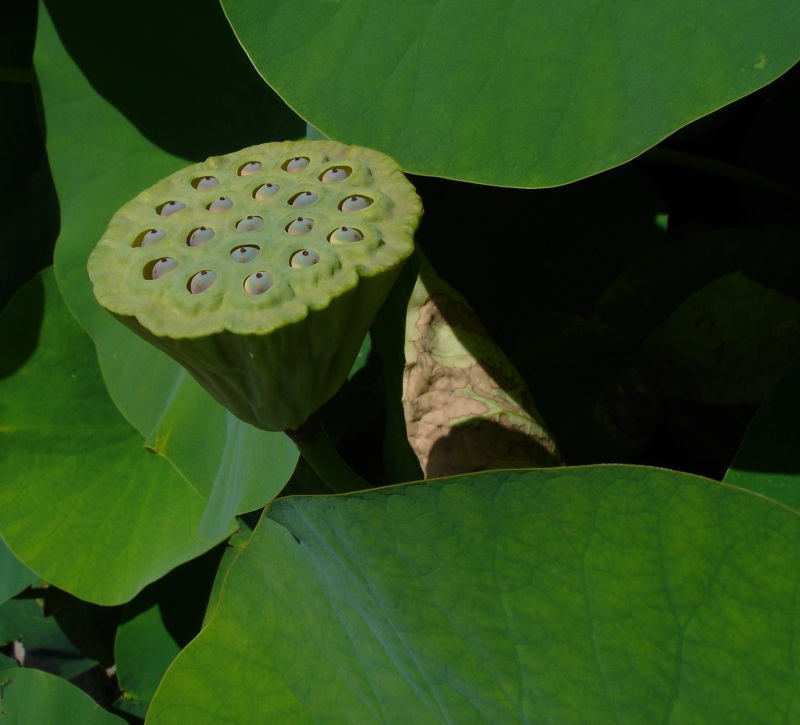
莲蓬，莲花的果实，晒干后，莲蓬可以用于插花。

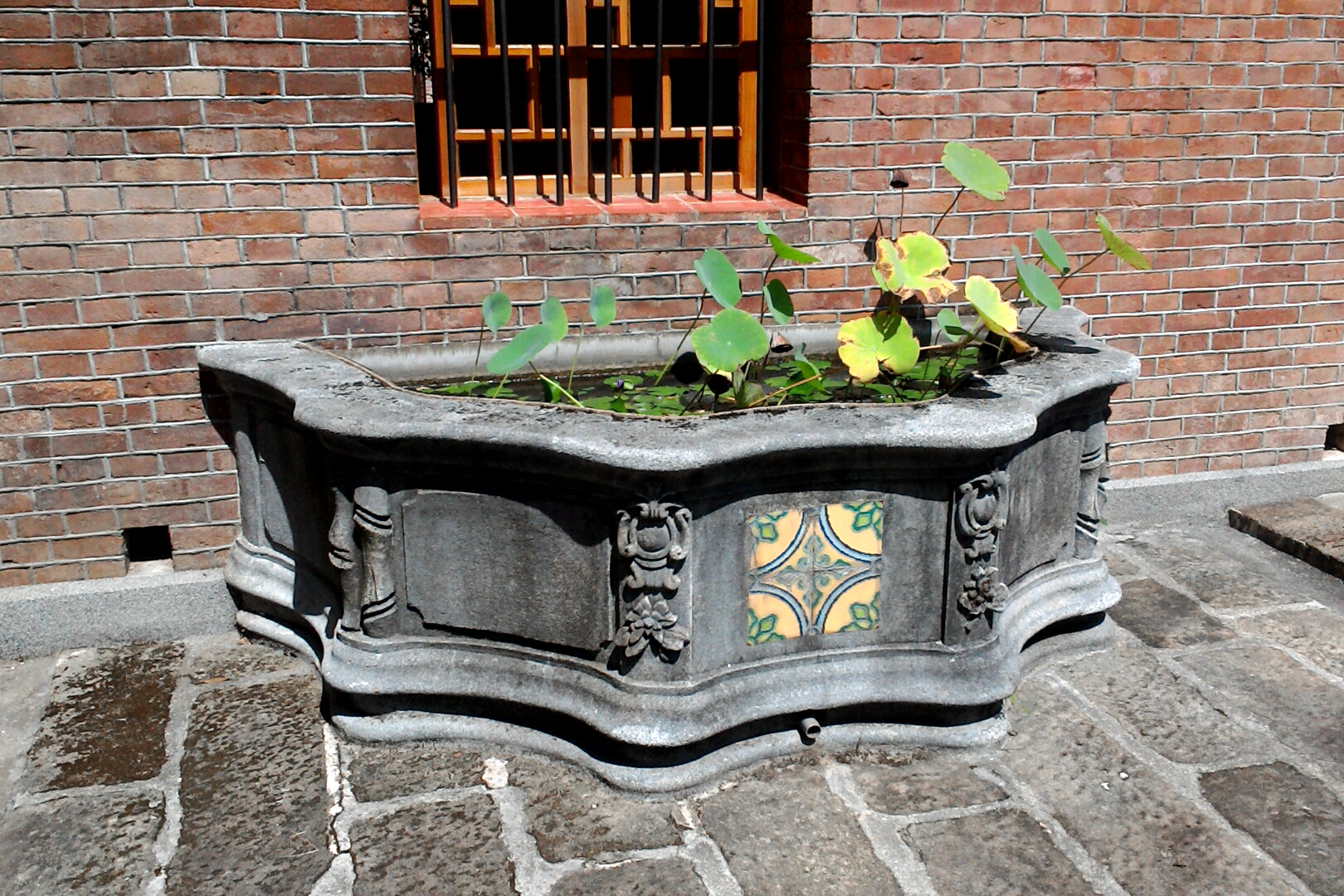
內湖郭氏古宅蓮花池。

### 在中华文化
中国古代的文学家认为莲花圣洁高雅，所以在古代诗词歌赋，经常会有歌颂莲花的篇章。比如曹植在《芙蓉赋》中说“览百卉之英茂，无斯华之独灵”，《群芳谱》中说，“凡物先华而后实，独此华实齐生。百节疏通，万窍玲珑，亭亭物华，出于淤泥而不染，花中之君子也。”周敦颐的《爱莲说》写到“予独爱莲之出淤泥而不染，濯清涟而不妖，中通外直，不蔓不枝；香远益清，亭亭净植；可远观而不可亵玩焉”，是对莲花最出名的赞誉。許顗《彥周詩話》稱：「世間花卉，無踰蓮花者，蓋諸花皆薰風暖日，獨蓮花得意於水月清渟逸香，雖荷葉無花時亦自香也。」出于对莲花的喜爱，文人给莲花取了很多不同的名字。依照外形，起名荷花，取“莲茎上负荷叶，叶上负荷花”（《本草纲目》）之意；另外还有，“未发为菡萏，已发为芙蓉”（《说文解字》）。李商隱也寫有詠荷詩。
莲花在文學上別稱繁多，依照亲水的生长习性，取名水芝、水花、水芸、水旦、水目、泽芝等。依照圣洁高雅的气质，取名君子花、凌波仙子、水宫仙子、玉环等。莲花的茎一般称为藕，但也有玉节、玉玲珑、玉臂龙等名称。莲花的果实莲子又称玉蛹、湖目。
2008年3月14日，香港郵政推出主題為「香港花卉」的特別郵票，其中3元的郵票圖案為荷花。

## 代表物
荷花是花蓮縣的縣花、济南市的市花；又為澳門的區花；荷花还是越南、印度和馬拉維的国花。

蓮葉的表面

“荷葉效應”是指蓮葉表面具有超疏水性以及自潔的特性。在東方文化裡，蓮花是純淨的象徵。雖然，蓮花喜歡生長在泥濘的溼地，但其葉子和花仍保持乾淨，這就是自潔的效果。植物學家研究蓮葉表面發現它們有一個自然潔淨的機制。
蓮葉的微觀結構和表面化學意味著不會被水弄濕；水滴在葉片表面就如水银一般，並且可以帶走污泥、小昆蟲及污染物。而且，水滴在芋头葉子亦有相似的現象。

### 旗幟

澳門特別行政區區旗
新義州特別行政區區旗
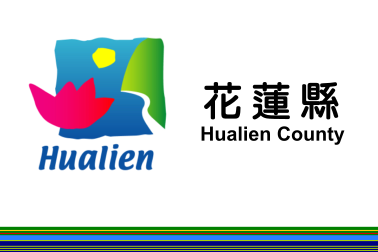
花蓮縣縣旗（舊版）

### 徽章

澳門特別行政區區徽
新義州特別行政區區徽
花蓮縣縣徽（1978—2011）

## 延伸阅读
[在维基数据编辑]
 《欽定古今圖書集成·博物彙編·草木典·蓮部》，出自陈梦雷《古今圖書集成》